# Šircelj
Šircelj je priimek več znanih Slovencev:
- Andrej Šircelj (*1959), ekonomist, pravnik in politik
- Dušan Šircelj (1927 - 1974), zdravnik pediater
- Helena Šircelj (*1970), biologinja, botaničarka, fiziologinja
- Ivanka Šircelj Žnidaršič (*1945), slovenistka leksikologinja
- Jože Šircelj (1929 - 1999), novinar, prevajalec, publicist
- Lidija Šircelj (*1957), arhitektka, galeristka (kustosinja) v Madridu
- Ludvik Šircelj (1958 - 2010), pesnik in kulturnik (Ilirska Bistrica...)
- Martina Šircelj (r. Rupret) (1930 - 2024), bibliotekarka
- Milivoj Šircelj (1913 - 1999), gradbenik, jadralni letalec
- Milivoja (Vojka) Šircelj (*1943), socialna demografinja